# إمام قلي كندي سفلي
إمام قلي كندي سفلي (بالفارسية: امامقلی‌کندی سفلی) هي مستوطنة تقع في قسم تشالدران الشمالي الريفي (مقاطعة تشالدران) في إيران. يقدر عدد سكانها بـ 166 نسمة .